# Obadawatta
 (août 2020).
Obadawatta est une petite ville du Sri Lanka. Elle est située dans la province du Sud. 